# NGC 4520
NGC 4520 = IC 799 ist eine elliptische Galaxie vom Hubble-Typ E/S0 im Sternbild Jungfrau nördlich der Ekliptik. Sie ist schätzungsweise 336 Millionen Lichtjahre von der Milchstraße entfernt und hat einen Durchmesser von etwa 110.000 Lichtjahren.
Im selben Himmelsareal befinden sich u. a. die Galaxien NGC 4487 und NGC 4504.
Die Typ-Ia-Supernova SN 2000bk wurde hier beobachtet.
Das Objekt wurde am 20. März 1789 vom deutsch-britischen Astronomen Wilhelm Herschel entdeckt.